# Non è per sempre
Non è per sempre, pubblicato nel 1999, è il sesto album del gruppo italiano Afterhours.

## Il disco
Il disco, pubblicato come il precedente Hai paura del buio? (1997) dalla Mescal, si fa nelle melodie meno ruvido e più accattivante.
Collabora anche Roberta Castoldi al violoncello.
Il brano d'apertura Milano circonvallazione esterna è un esplicito tributo ai Suicide.
La copertina e le foto del libretto sono curate da Barbara Forni, già autrice delle foto del precedente Germi.

## Stile
In questo album la band di Manuel Agnelli, pur non perdendo le caratteristiche di ironia e surrealismo dei testi, si avvicina notevolmente a una sonorità pop, ben presenti nella title track e in Bianca. Tuttavia, non mancano brani malinconici e ombrosi, come Oceano di gomma. La grinta palese nel precedente disco Hai paura del buio? appare in pezzi come La verità che ricordavo e Non si esce vivi dagli anni Ottanta. Agnelli ha dichiarato: "Si sta sottovalutando il fatto che il ritorno agli anni Ottanta vuol dire anche ritorno a un modo di vedere le cose in modo molto superficiale e molto piatto: menefreghismo, qualunquismo, e soprattutto arroganza, che erano un po' gli stilemi degli anni Ottanta. C'è un grossissimo pericolo, secondo me, di tornare indietro."

## Curiosità
L'album è presente nella classifica dei 100 dischi italiani più belli di sempre secondo Rolling Stone Italia alla posizione numero 41.

## Tracce
Testi di Manuel Agnelli.
1. Milano circonvallazione esterna – 3:21 (musica: Agnelli, Iriondo)
2. Non è per sempre – 3:57 (musica: Agnelli)
3. La verità che ricordavo – 3:13 (musica: Agnelli, Iriondo, Prette, Viti, Ciffo)
4. Oppio – 4:34 (musica: Agnelli, Iriondo, Prette, Viti, Ciffo)
5. Non si esce vivi dagli anni '80 – 3:56 (musica: Agnelli, Iriondo, Prette, Viti, Ciffo)
6. Baby fiducia – 4:04 (musica: Agnelli)
7. Tutto fa un po' male – 4:06 (musica: Viti, Iriondo, Agnelli, Prette, Ciffo)
8. Superenalotto – 4:28 (musica: Agnelli, Viti, Prette, Iriondo, Ciffo)
9. L'inutilità della puntualità – 3:50 (musica: Agnelli, Iriondo, Viti, Prette, Ciffo)
10. L'estate – 3:08 (musica: Iriondo, Viti, Ciffo, Prette, Agnelli)
11. Bianca – 4:33 (musica: Agnelli)
12. Oceano di gomma – 6:01 (musica: Agnelli, Iriondo, Prette, Viti, Ciffo)
13. Cose semplici e banali – 5:02 (musica: Agnelli, Iriondo)

## Singoli estratti
- 1999 - Non è per sempre
- 1999 - Baby fiducia
- 1999 - Tutto fa un po' male
- 2000 - La verità che ricordavo
- 2000 - Bianca

## Formazione
- Manuel Agnelli - voce, chitarra elettrica e acustica, organo hammond, rhodes, farfisa, percussioni
- Xabier Iriondo - chitarre, delay machine, feedback, rumori, farfisa, slide bass, pedal organ
- Andrea Viti - basso a 4 e 12 corde, cori
- Dario Ciffo - violino, chitarra acustica, mandolino, cori
- Giorgio Prette - batteria, loop

Altri musicisti
- Roberta Castoldi - violoncello
- Cristina Donà - cori in Oppio

## Classifiche
| Classifica (1999) | Posizione massima |
| ----------------- | ----------------- |
| Italia            | 14                |